# Tom Lees
Thomas James Lees, né le 28 novembre 1990 à Warwick, est un footballeur anglais qui évolue au poste de défenseur à Peterborough United.

## Biographie
Formé au centre de formation de Leeds United, Tom Lees doit d'abord faire ses gammes en tant que professionnel en quatrième division pendant deux années. Ceci d'abord à Accrington Stanley puis à Bury FC, comme défenseur central ou latéral droit, mais à chaque fois en tant que titulaire. Convaincant à l'échelon inférieur, Simon Grayson, entraîneur d'une équipe de Leeds United remonté en deuxième division la saison précédente et à la quête d'une promotion en Premier League, décide de lui faire confiance.
Il connaît sa première titularisation en équipe d'Angleterre espoirs le 13 novembre 2012 lors d'un match amical face aux espoirs de l'Irlande du Nord.
Le 1er août 2021, il rejoint Huddersfield Town.